# Dyrektor izby administracji skarbowej
Dyrektor izby administracji skarbowej – organ Krajowej Administracji Skarbowej, podlegający ministrowi właściwemu do spraw finansów publicznych. Jest on organem podatkowym i organem administracji niezespolonej. Dyrektor izby administracji skarbowej kieruje pracą izby administracji skarbowej. Dyrektorowi podlegają urzędy celno-skarbowe i urzędy skarbowe.

## Powoływanie i odwoływanie
Dyrektora izby administracji skarbowej powołuje minister właściwy do spraw finansów publicznych, na wniosek Szefa Krajowej Administracji Skarbowej. Dyrektorem izby administracji skarbowej może zostać osoba:
- będąca obywatelem polskim;
- korzystająca z pełni praw publicznych;
- która nie była skazana prawomocnym wyrokiem sądu za umyślne przestępstwo lub umyślne przestępstwo skarbowe;
- wobec której nie orzeczono prawomocnie zakazu zajmowania stanowisk kierowniczych w urzędach organów władzy publicznej lub pełnienia funkcji związanych z dysponowaniem środkami publicznymi;
- posiadająca kwalifikacje drugiego stopnia w zakresie prawa, administracji, ekonomii, zarządzania lub w innym zakresie uzupełnione studiami podyplomowymi w zakresie prawa, administracji, ekonomii lub zarządzania;
- mająca co najmniej pięcioletni staż pracy lub służby;
- posiadająca kompetencje kierownicze;
- ciesząca się nieposzlakowaną opinią.

Kadencja dyrektora trwa 5 lat, jednak minister finansów, na wniosek Szefa Krajowej Administracji Skarbowej, może wydłużyć kadencję o 5 lat. Dyrektorem można również zostać ponownie w innej izbie. Dyrektora odwołuje minister właściwy do spraw finansów publicznych.

## Zadania
Do zadań dyrektora izby administracji skarbowej należy:
- nadzór nad działalnością urzędów skarbowych i urzędów celno-skarbowych;
- prowadzenie postępowań skarbowych w drugiej instancji;
- audyt podległych urzędów;
- udzielanie dotacji przedmiotowych dla przedsiębiorców;
- prowadzenie działalności edukacyjnej w zakresie prawa podatkowego i celnego;
- realizacja polityki kadrowej i szkoleniowej w KAS;
- analiza działań KAS;
- występowanie z wnioskiem do Szefa Krajowej Administracji Skarbowej o powołanie swoich zastępców;
- występowanie z wnioskiem do Szefa Krajowej Administracji Skarbowej o powołanie naczelników urzędów celno-skarbowych i urzędów skarbowych;
- powoływanie zastępców naczelnika urzędów celno-skarbowych i urzędów skarbowych.

## Dyrektorzy izb administracji skarbowej[2]
| Imię i nazwisko     | Województwo         | Nazwa urzędu                                  |
| ------------------- | ------------------- | --------------------------------------------- |
| Julitta Grzebyk     | dolnośląskie        | Izba Administracji Skarbowej we Wrocławiu     |
| Grzegorz Łysio      | kujawsko-pomorskie  | Izba Administracji Skarbowej w Bydgoszczy     |
| Jarosław Edeński    | lubelskie           | Izba Administracji Skarbowej w Lublinie       |
| Tomasz Czuczejko    | lubuskie            | Izba Administracji Skarbowej w Zielonej Górze |
| Marek Kołaciński    | łódzkie             | Izba Administracji Skarbowej w Łodzi          |
| Wojciech Zastawniak | małopolskie         | Izba Administracji Skarbowej w Krakowie       |
| Dariusz Hys         | mazowieckie         | Izba Administracji Skarbowej w Warszawie      |
| Agnieszka Maśnik    | opolskie            | Izba Administracji Skarbowej w Opolu          |
| Witold Mrozek       | podkarpackie        | Izba Administracji Skarbowej w Rzeszowie      |
| Piotr Szczepaniak   | podlaskie           | Izba Administracji Skarbowej w Białymstoku    |
| Edyta Sławnikowska  | pomorskie           | Izba Administracji Skarbowej w Gdańsku        |
| Rafał Sitko         | śląskie             | Izba Administracji Skarbowej w Katowicach     |
| Paweł Cymbalak      | świętokrzyskie      | Izba Administracji Skarbowej w Kielcach       |
| Jarosław Orłowski   | warmińsko-mazurskie | Izba Administracji Skarbowej w Olsztynie      |
| Radosław Madejka    | wielkopolskie       | Izba Administracji Skarbowej w Poznaniu       |
| Izabela Zawadzka    | zachodniopomorskie  | Izba Administracji Skarbowej w Szczecinie     |